# Dépôt de mendicité
Un dépôt de mendicité était un établissement de « réclusion des mendiants et gens sans-aveu ». En France, la mendicité était considérée, dans l'Ancien Droit et jusque dans le code pénal de 1810, comme un délit. Les dépôts de mendicité accueillaient une population hétéroclite de marginaux et laissés-pour-compte : mendiants, vagabonds, prostituées et même, sous l'Ancien Régime, des malades mentaux. 
Le principe du recours à des dépôts de mendicité fut posé par une déclaration royale du 3 août 1764 ; leur institution officielle, pour suppléer l'hôpital général, intervint à la suite d'un arrêt du Conseil du roi du 21 octobre 1767. Après la Révolution, l'existence des dépôts de mendicité est confirmée (en 1801, puis en 1808). Napoléon Ier en impose un dans chaque département. Ces institutions ont fonctionné en France jusqu'à la fin du XIXe siècle. Les « reclus » pouvaient sortir au bout d'un an, après avoir fait l'objet d'un redressement moral et avoir été « rendus habiles à gagner leur vie de leurs mains » (décret de 1801). À la frontière entre hospice et prison, le dépôt de mendicité apparaît comme une institution centrale de la lutte contre la pauvreté au XIXe siècle.

## Les dépôts de mendicité de l'Ancien Régime
L'arrêt du Conseil de 1767 prescrit l'ouverture de plusieurs dépôts par généralité. Dès l'année suivante, on en dénombre près d'une centaine. En 1773, on compte approximativement 58 000 « pensionnaires » dans les dépôts. Beaucoup de ces institutions, cependant, n'auront qu'une existence éphémère.
En 1774, Turgot, qui ne considère pas la mendicité comme un délit, décide de supprimer les dépôts et de les remplacer par des ateliers de charité sur le modèle de celui qu'il avait établi à Limoges lorsqu'il y était intendant — ces ateliers se consacraient généralement à la production textile. Mais, lorsqu'il est renvoyé du contrôle général des finances en 1776, son successeur, Clugny de Nuits, rétablit une cinquantaine de dépôts (qui n'avaient vraisemblablement jamais cessé de fonctionner). Ateliers de charité et dépôts coexisteront finalement jusqu'à la fin de l'Ancien Régime.
Les dépôts de mendicité étaient le plus souvent situés dans les bâtiments d'hôpitaux généraux ou de prisons, voire parfois dans des couvents désaffectés. Il est très difficile, cependant, de distinguer a posteriori les véritables dépôts des lieux d'incarcération traditionnels, dans la mesure où beaucoup d'endroits qualifiés à cette époque de « dépôts de mendicité » n'ont jamais cessé d'être des prisons.

## Les dépôts de mendicité auXIXesiècle

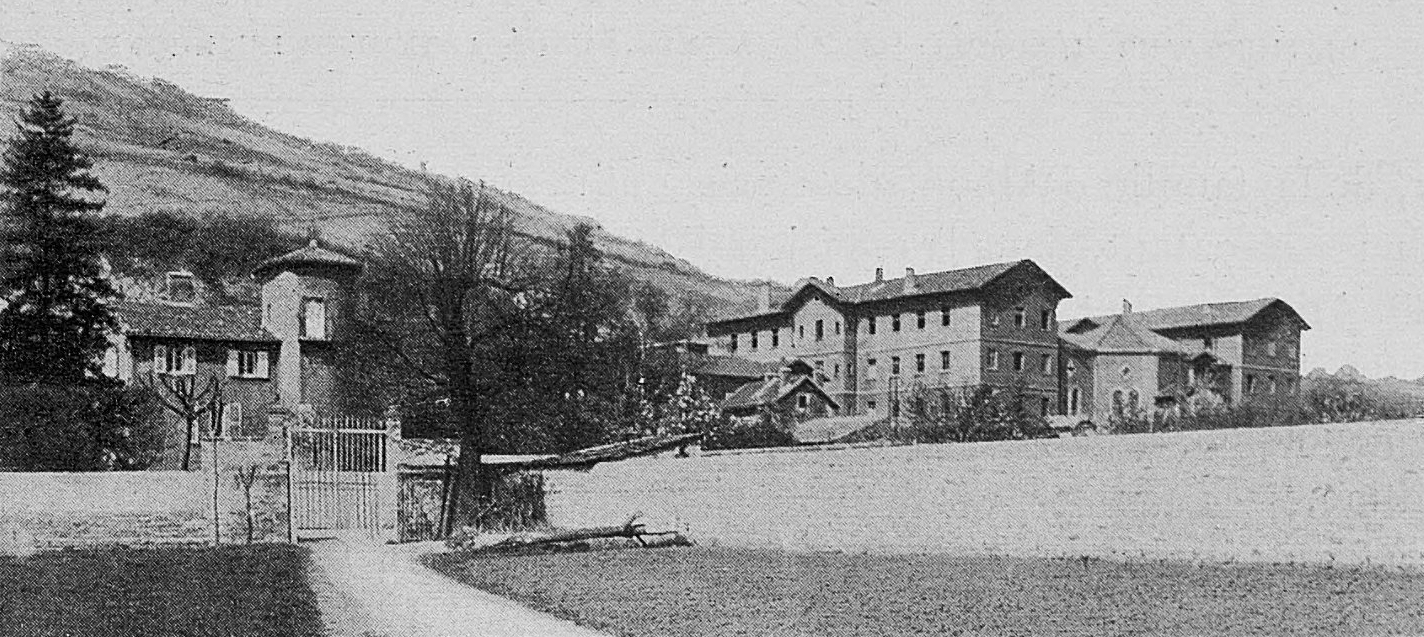
Maison de retraite et dépôt de mendicité

Le château de François Ier à Villers-Cotterêts, dans l'Aisne, a abrité un des deux dépôts de mendicité du département de la Seine de 1808 à 1889. 
Dans ses travaux sur le dépôt départemental de mendicité de la Moselle situé à Gorze, Frédéric Troilo met en évidence un fait constaté dans d'autres établissements à cette période : les dépôts de mendicité sont davantage des hospices et des hôpitaux que des lieux où s'exprime réellement la répression des mendiants et des vagabonds. Ceux-ci sont d'ailleurs très peu nombreux dans l’effectif des reclus mosellans. Il n'en demeure pas moins que l'administration désire « rééduquer » moralement et socialement les pensionnaires par le travail ou encore la religion. Après une première expérience très courte en 1812-1815, le dépôt de mendicité mosellan connaît un second souffle sous la monarchie de Juillet (1845). Avec la Première Annexion, l'établissement devient allemand et la législation du Reich ne condamne pas la mendicité. L'établissement devient alors un hospice, transformé par la suite en maison de retraite médicalisée.
À la fin du XIXe siècle, les dépôts de mendicité sont désormais perçus comme des lieux de contamination morale et sont remplacés par des asiles de nuit dont l'objectif est de rééduquer les vagabonds et les réintégrer dans le monde du travail en les plaçant dans un refuge-ouvroir ou un atelier de profession (analogues des workhouses au Royaume-Uni).